# Ľudmila Melicherová
Ľudmila Melicherová (ur. 6 czerwca 1964 w Fiľakovie) – słowacka lekkoatletka.
Specjalizowała się w dystansie maratońskim. W roku 1988 wystartowała w barwach Czechosłowacji na igrzyskach olimpijskich, na których zajęła 45. miejsce w maratonie z czasem 2:43:56. Pierwsze istotne zwycięstwo odniosła w maratonie w Dębnie w roku 1984 (2:36:31), a ostatnie w maratonie w Koszycach w roku 1994 (2:40:27). W latach 1990 i 1991 dwa razy z rzędu wygrała wiosenny maraton wiedeński, podczas pierwszego z tych wyścigów ustalając czasem 2:33:19 swój rekord życiowy oraz kobiecy rekord Słowacji w maratonie.
Za namową trenera (Andrzeja Zatorskiego), po zakończeniu kariery podjęła pracę w schronisku turystycznym w Chyrowej, przy Głównym Szlaku Beskidzkim.

## Rekordy życiowe
Na podstawie:
- 1000 m – 2:45.83 (Praga, 1983);
- 3000 m – 9:15.29 (Praga, 1986);
- 10 000 m – 32:47.24 (Stuttgart, 1986);
- 10 km – 33:48 (Praga, 1984);
- 15 km – 53:40 (Gateshead, 1985);
- 20 km – 1:26:09 (Łuczeniec, 2009);
- półmaraton – 1:12:53 (Choisy-le-Roi, 1989);
- 25 km – 1:27:00 (Berlin, 1988);
- maraton – 2:33:19 (Wiedeń, 1990).